# Stegelitz
Stegelitz is een plaats en voormalige gemeente in de Duitse deelstaat Saksen-Anhalt, en maakt deel uit van de Landkreis Jerichower Land.
Stegelitz telt 423 inwoners.